# Cathédrale Saint-Pierre de Rennes
Pour les articles homonymes, voir Cathédrale Saint-Pierre.
La cathédrale Saint-Pierre de Rennes est une cathédrale catholique romaine, située au cœur de la ville de Rennes, dans le département d'Ille-et-Vilaine en région Bretagne. Elle est le siège de l’archidiocèse de Rennes, Dol et Saint-Malo.
De style classique, elle est l'une des neuf cathédrales historiques de Bretagne.
Elle fait l'objet d'un classement au titre des monuments historiques depuis le 30 octobre 1906.

## Histoire

### Premiers édifices
Le site actuel de la cathédrale a été utilisé en tant que siège d’un évêché depuis le VIe siècle. Il est probable qu’elle fut construite à la place d’un sanctuaire plus ancien.
Peu de sources évoquent l'existence de cette première cathédrale, bien qu'une communauté de l'église Saint-Pierre soit mentionné dans des archives, aux côtés de l'abbaye Sainte-Melaine. Cet édifice est complètement remplacé par une église gothique au XIIe siècle, sous l'impulsion de l'évêque Philippe. Les travaux de reconstruction se poursuivent sous l'évêque Herbert.
C'est dans ses murs que, le 25 décembre 1483, Henri Tudor, futur Henri VII d'Angleterre, alors en exil en Bretagne promet d'épouser Élisabeth d'York afin de rallier l'armée restée fidèle à feu Édouard IV. Ce mariage effectif en 1486 scellera la fin de la Guerre des Deux-Roses et est à l'origine de la dynastie des Tudor qui donnera cinq souverains à l'Angleterre dont les deux premières reines régnantes, successivement Marie Ire et Élisabeth Ire.
En 1490, la tour et la façade occidentale de l’église gothique s’effondrèrent. On entreprit dès lors une interminable reconstruction du massif occidental qui dura 163 ans et aboutit à la façade en granite que nous connaissons aujourd'hui qui est en grande partie de style classique.
La cathédrale fut épargnée par l’incendie de 1720 qui s’arrêta à quelques dizaines de mètres, au niveau de l’église Saint-Sauveur.

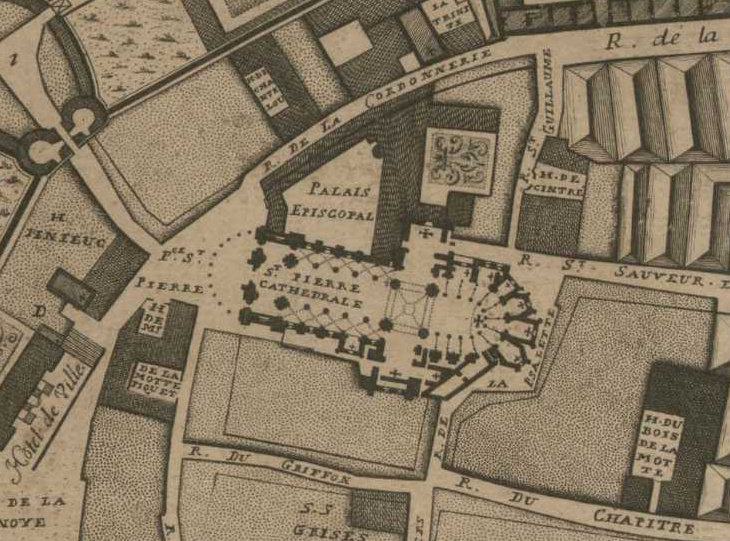
Plan de 1720 (les « formes de toit » en haut à droite marquent la limite de l’incendie).

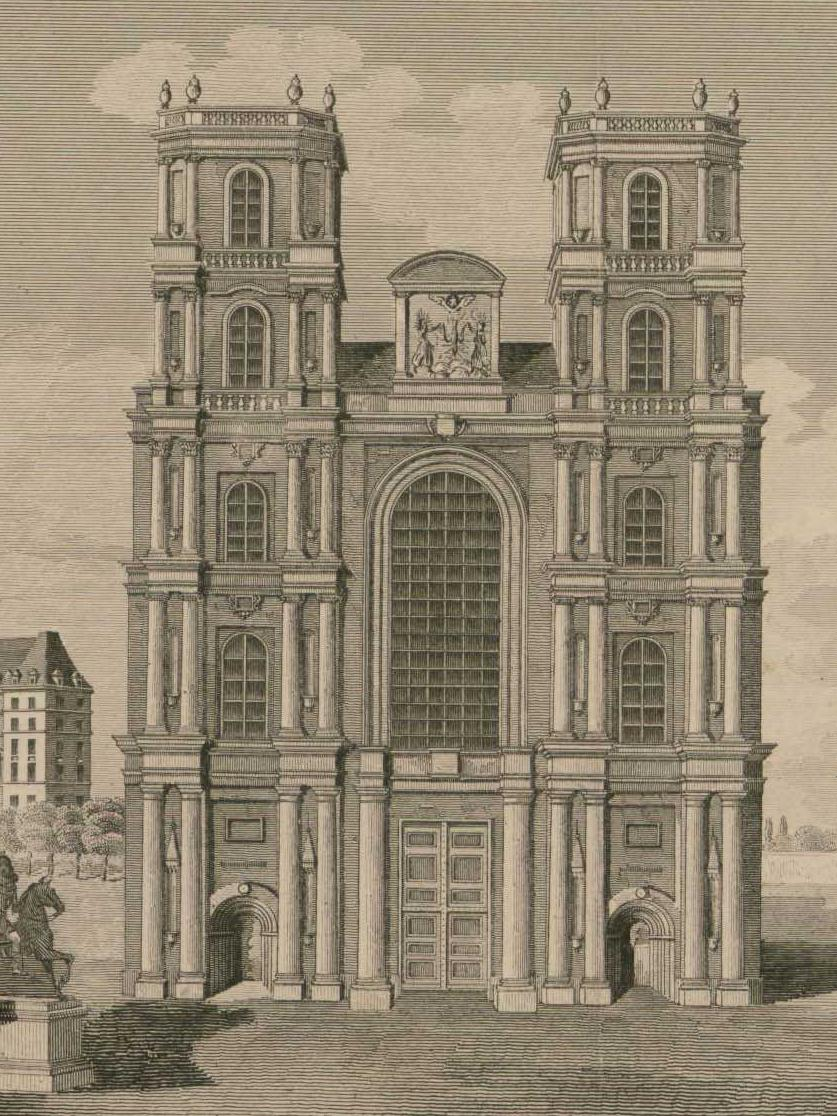
Vue de la façade sur un plan officiel de 1830. À part quelques différences mineures, on retrouve la façade actuelle.

La nef et le chœur cependant n’avaient pas été restaurés et menaçaient ruine. En 1730, l'architecte Jacques V Gabriel les avait jugés irréparables. L'ingénieur Abeille avait proposé de rebâtir l'ensemble de l'édifice sur un plan en croix grecque, mais il mourut en 1752 sans que le projet ait reçu le moindre début d'exécution.
Le 11 février 1754, en plein service religieux une grosse pierre se détacha de la voûte du chœur. L’évêque, Louis-Guy de Guérapin de Vauréal, demanda l'expertise des Bâtiments du roi. Deux collaborateurs d'Ange-Jacques Gabriel, Jacques-Germain Soufflot et Nicolas Marie Potain, se rendirent à Rennes en avril 1762.

### Édifice actuel duXIXesiècle
Il apparut alors que pour éviter un effondrement total, il était nécessaire de reconstruire l’édifice tout entier, à l’exception de la façade de construction récente et solide. Les deux architectes préconisèrent d'inverser l'orientation de l'édifice et de ne conserver que les tours, qui se trouveraient placées au chevet.

« La Bretagne, zélée pour l'embellissement de sa capitale, a voulu encore qu'elle fût embellie d'une cathédrale bâtie dans le bon goût de l'architecture grecque […] M. Potain sera chargé sous M. Soufflot de la conduite de cet édifice. »

— L'Avant-Coureur, 7 juin 1762.
Le projet donné par Nicolas Marie Potain fut approuvé par Louis XV en Conseil le 9 mars 1762. Il est conservé aux Archives nationales. « Gêné par l'environnement pour étendre les bras d'une croix latine, Potain a dessiné un vaisseau longitudinal à collatéraux et déambulatoire. L'ordre est un ionique cannelé. Dans l'abside, la chapelle ovale de la Communion prend place entre les clochers gothiques. »
La démolition eut lieu de 1756 à 1768. Néanmoins, pour dégager les crédits nécessaires à la réalisation du projet de Potain, il aurait fallu mettre plusieurs abbayes « en économats » en privant leurs titulaires de leurs bénéfices. Le roi hésita et le projet fut gelé. En 1780, la Commission des Secours sollicita de nouveau les Bâtiments du roi. C'est alors que l'architecte nantais Mathurin Crucy présenta un projet qui respectait l'orientation ancienne de l'édifice et un devis plus raisonnable de 840 000 livres. La reconstruction débute en 1787, mais la Révolution française interrompont les travaux. Le décret impérial du 19 avril 1811 stipule dans son article premier que la cathédrale de Rennes sera achevée ; néanmoins, son application se fait attendre.
Les travaux reprirent en 1816 sous la co-direction de Mathurin Crucy et Philippe Binet (1742-1815). Après la mort de Crucy en 1826, ils se poursuivirent, non sans interruption, sous la direction de l'architecte municipal Louis-Guy Richelot, exécutés par les entreprises de MM. Boy et Binet (fils de l'architecte Philippe Binet). La cathédrale désormais néoclassique avec façade classique fut achevée en 1845.
Le jour de Pâques du 7 avril 1844, Godefroy Brossay Saint-Marc inaugure la nouvelle cathédrale.
Durant les travaux, de 1803 et 1844, l'ancienne abbatiale Saint-Melaine fut la pro-cathédrale de Rennes.
À partir de juillet 2009, la cathédrale Saint-Pierre subit d'importants travaux de nettoyage des décors intérieurs et d'une réfection des vitraux. L'inauguration initialement prévue pour fin 2012 s'est finalement tenue en novembre 2014,.

## Extérieur

### Façade ouest
La façade et ses deux tours classiques de granite de 48 mètres de haut fut édifiée en plusieurs étapes tout au long des XVIe et XVIIe siècles.
Les tours comportent quatre niveaux. De 1640 à 1704, on retrouve des architectes de l'école lavalloise pour la construction. Le premier niveau fut construit de 1541 à 1543, le second ainsi que le troisième de 1640 à 1654 (par Tugal Caris), et le quatrième et dernier (par Pierre Corbineau) de 1654 à 1678. Enfin François Huguet compléta le couronnement des tours entre 1679 et 1704, les portant à leur hauteur actuelle de 48 mètres et ajouta sur le fronton au sommet de la façade la devise de Louis XIV (Nec pluribus impar, l’incomparable).

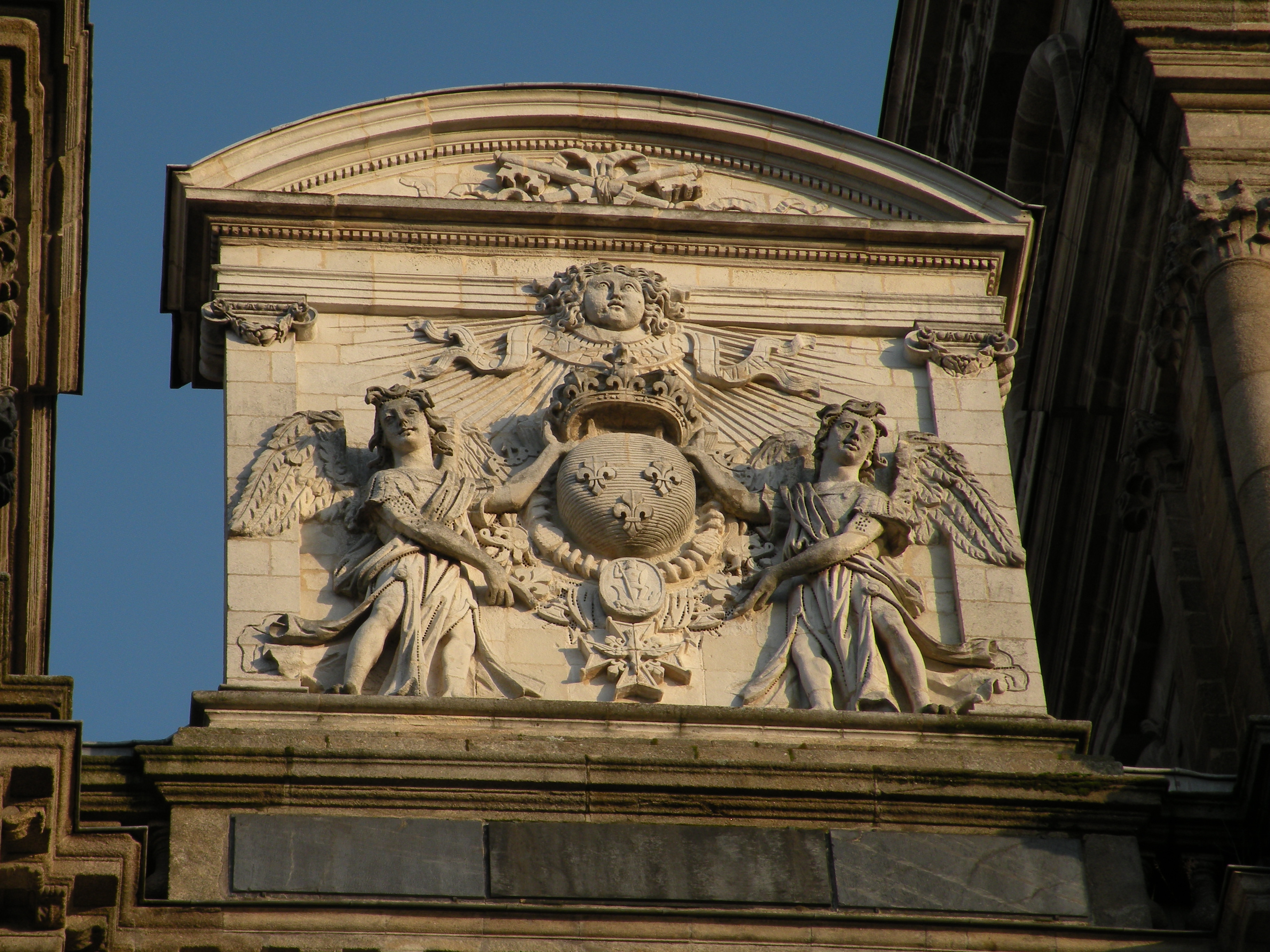
Fronton de la cathédrale.

Outre le front, la façade possède cinq blasons de tuffeau (de haut en bas, de droite à gauche) :
- celui des Beaumanoir,
- celui de Charles d'Albert d'Ailly (1625-1698), 3e duc de Chaulnes, gouverneur de Bretagne,
- celui de Jean-Baptiste de Beaumanoir de Lavardin, évêque de Rennes de 1676 à 1711.
- celui de Henri de La Mothe-Houdancourt, évêque de Rennes de 1642 à 1662.
- celui du duc Charles de La Porte (1602-1664).

Pour souligner la force et la solidité du nouvel ensemble par opposition à la fragilité de la construction précédente, les architectes ont doté la façade de 44 colonnes de granite.
Le fronton est aux armes de Louis XIV.

### Toiture
La croisée du transept est surmontée par un dôme avec un oculus.

## Intérieur

### Nef

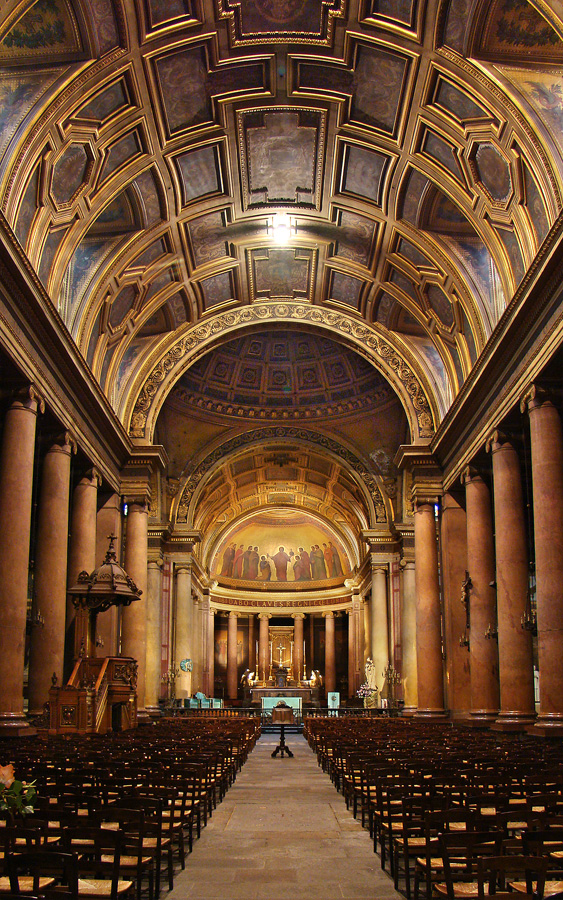
La nef.

La nef comporte quarante quatre colonnes ioniques. C’était la partie la plus austère de l’édifice. Pour atténuer cette austérité, on entreprit au XIXe siècle de revêtir de stuc les colonnes ainsi qu'une partie des murs (Il s'agit d'un mélange de poussière de marbre, de chaux éteinte et de craie), ce qui donne une plus grande luminosité à l'édifice.
La voûte en plein cintre par contre est décorée d'ors, œuvre d'Auguste Louis Jobbé-Duval, qui fonda en 1843 la Maison Jobbé-Duval spécialisée dans la décoration, la restauration de tableaux et la dorure sur bois. Il est le cousin germain de Félix Armand Marie Jobbé-Duval (1821-1889) qui exécuta le décor des plafonds de l'aile sud-ouest du Parlement de Bretagne. La voûte comporte des écussons aux armes de la Bretagne et des diocèses suffragants de l'archevêché de Rennes. Ceci contribue à créer une apparence plus somptueuse.

### Chœur

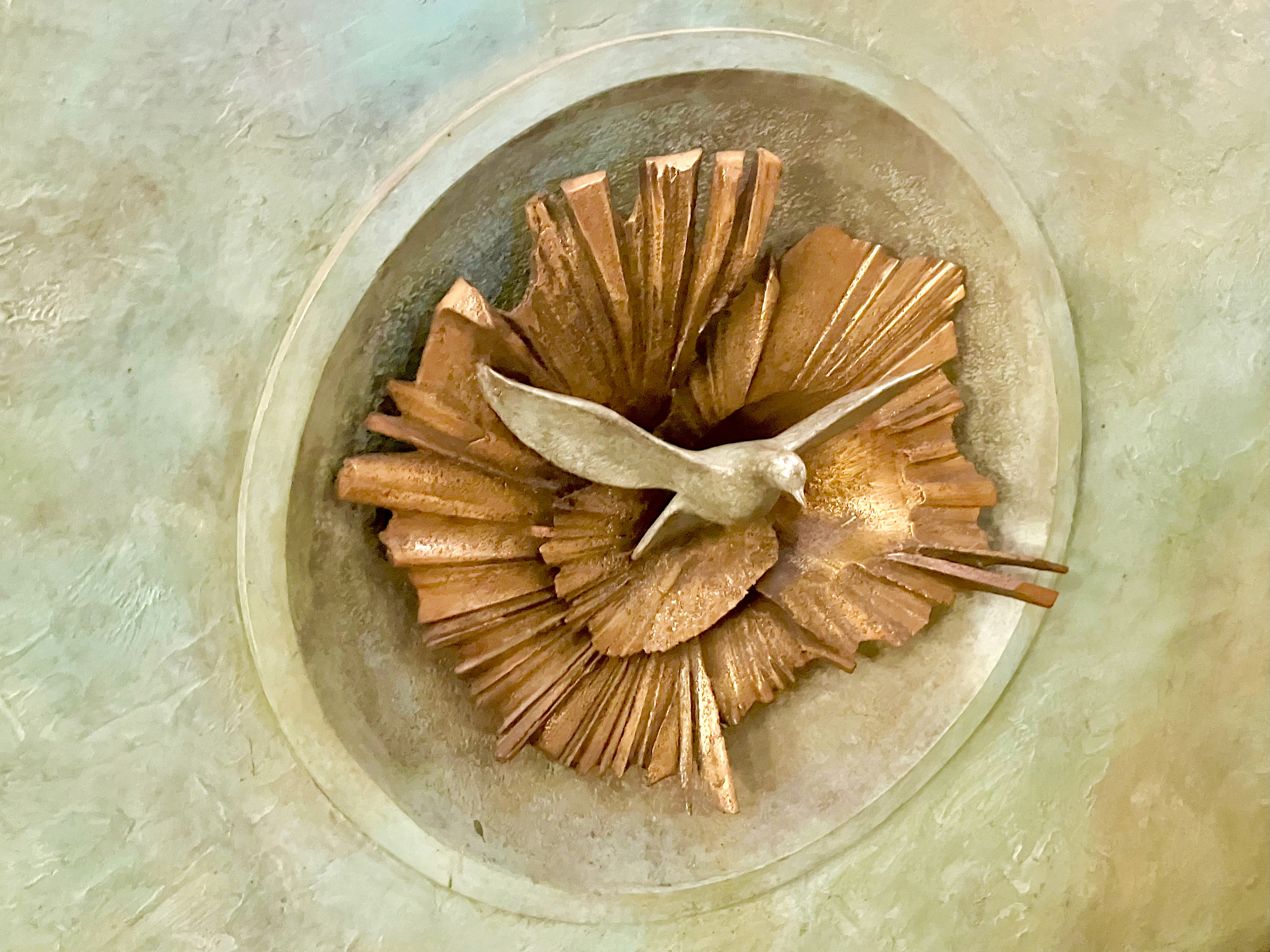
Sculpture représentant la colombe de l’Esprit Saint dans la cathédrale.

Le revêtement du sol du chœur est composé d'austères dalles de granite. Celles-ci offrent un violent contraste avec le maître-autel réalisés avec des marbres offerts par le pape Pie IX et provenant du forum romain.
Le cul-de-four de l'abside est orné d'une peinture représentant la dation par le Christ des clés du Royaume des Cieux à saint Pierre, réalisée vers 1871 par le peintre du XIXe siècle Alphonse Le Hénaff .
Le chœur est entouré d’un déambulatoire dont les murs sont décorés de représentations des différents saints de Bretagne regroupés d’après leur diocèse (Rennes, Dol-de-Bretagne, Saint-Malo, Saint-Brieuc, Tréguier, Saint-Pol-de-Léon, Quimper, Vannes). Elles sont dues aussi à Alphonse Le Hénaff.

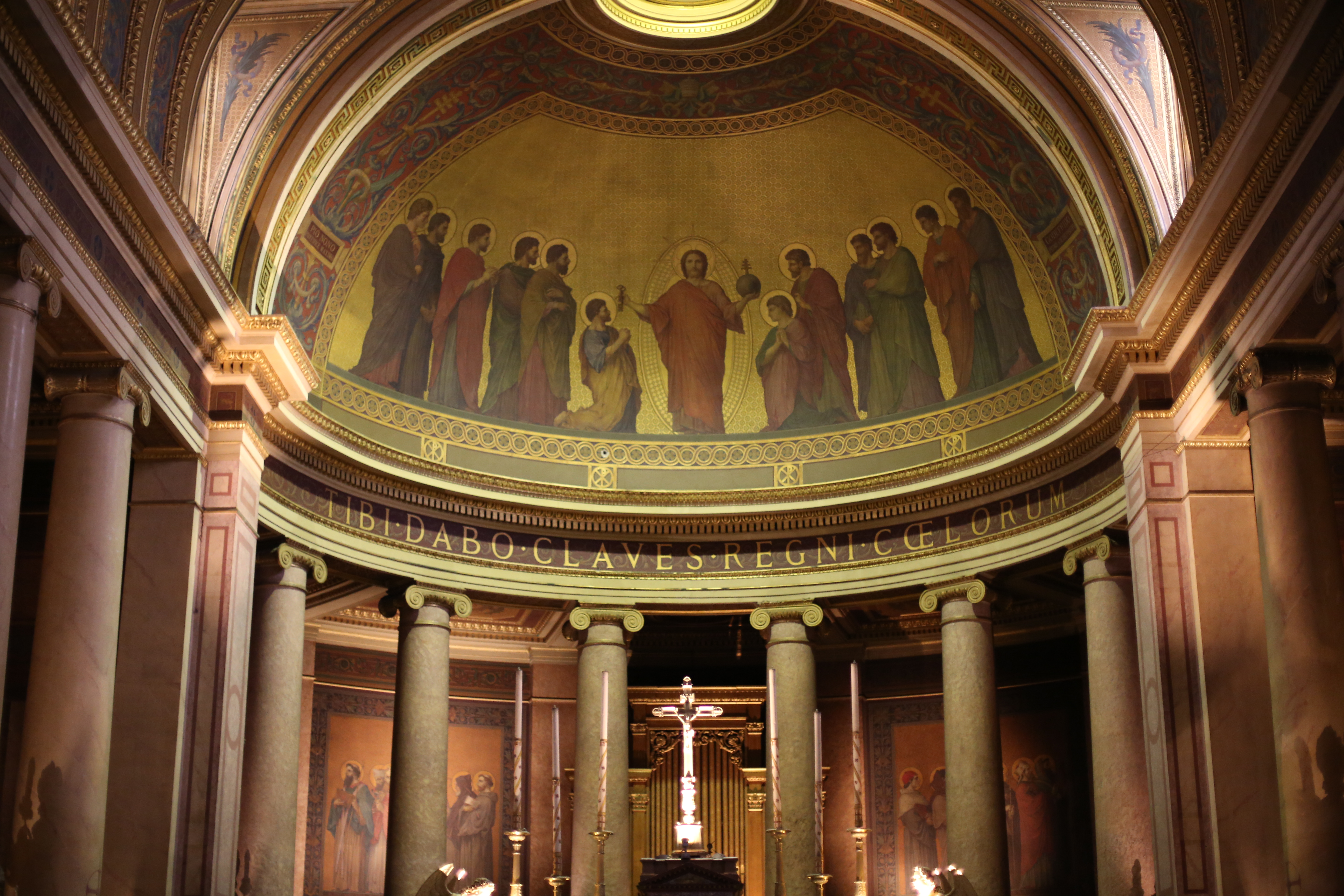
Alphonse Le Hénaff, La Remise des clés du Royaume des Cieux à saint Pierre, par le Christ (vers 1871), cul-de-four de l'abside.
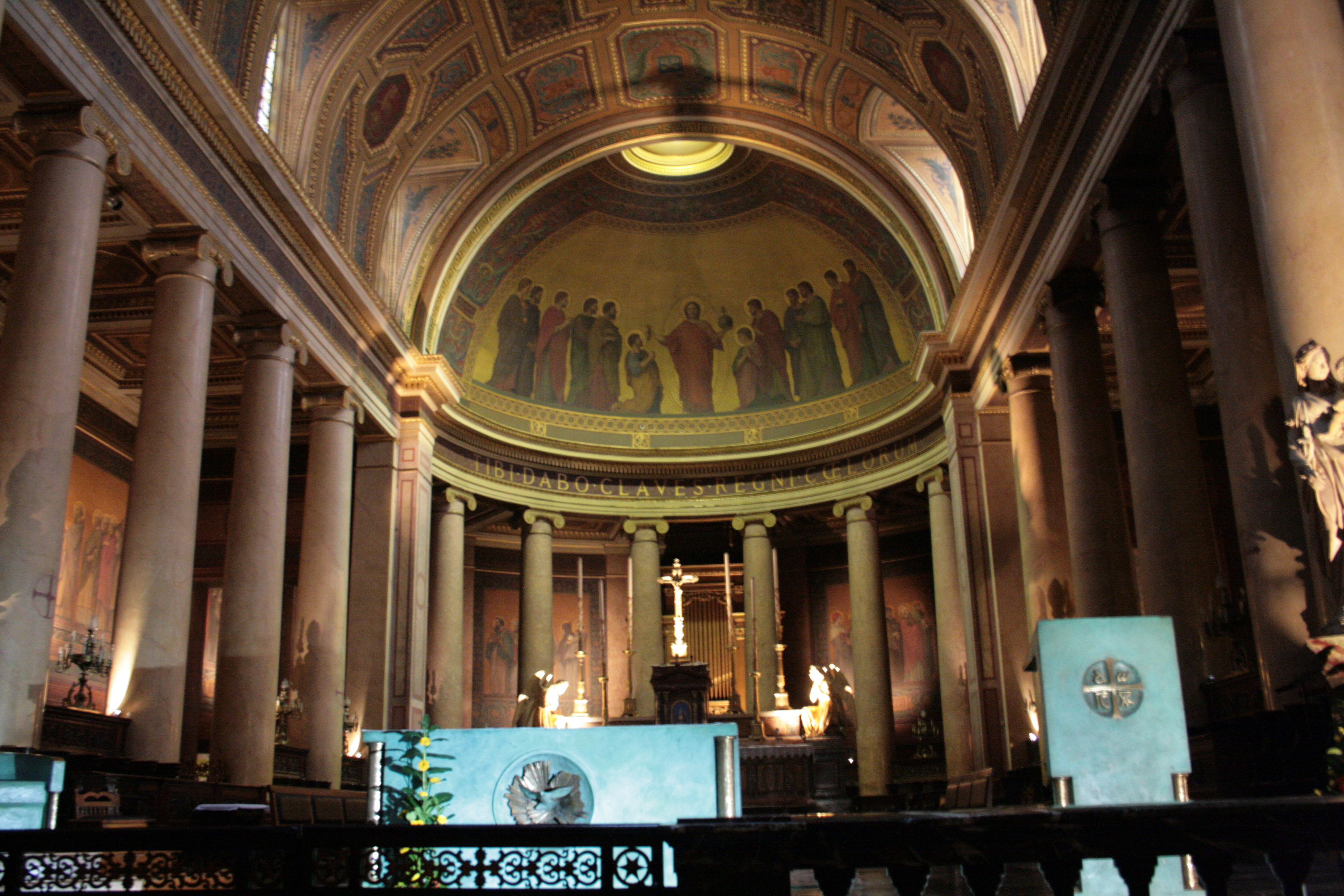
Dans le chœur au premier plan, le mobilier d'Arcabas (1995).
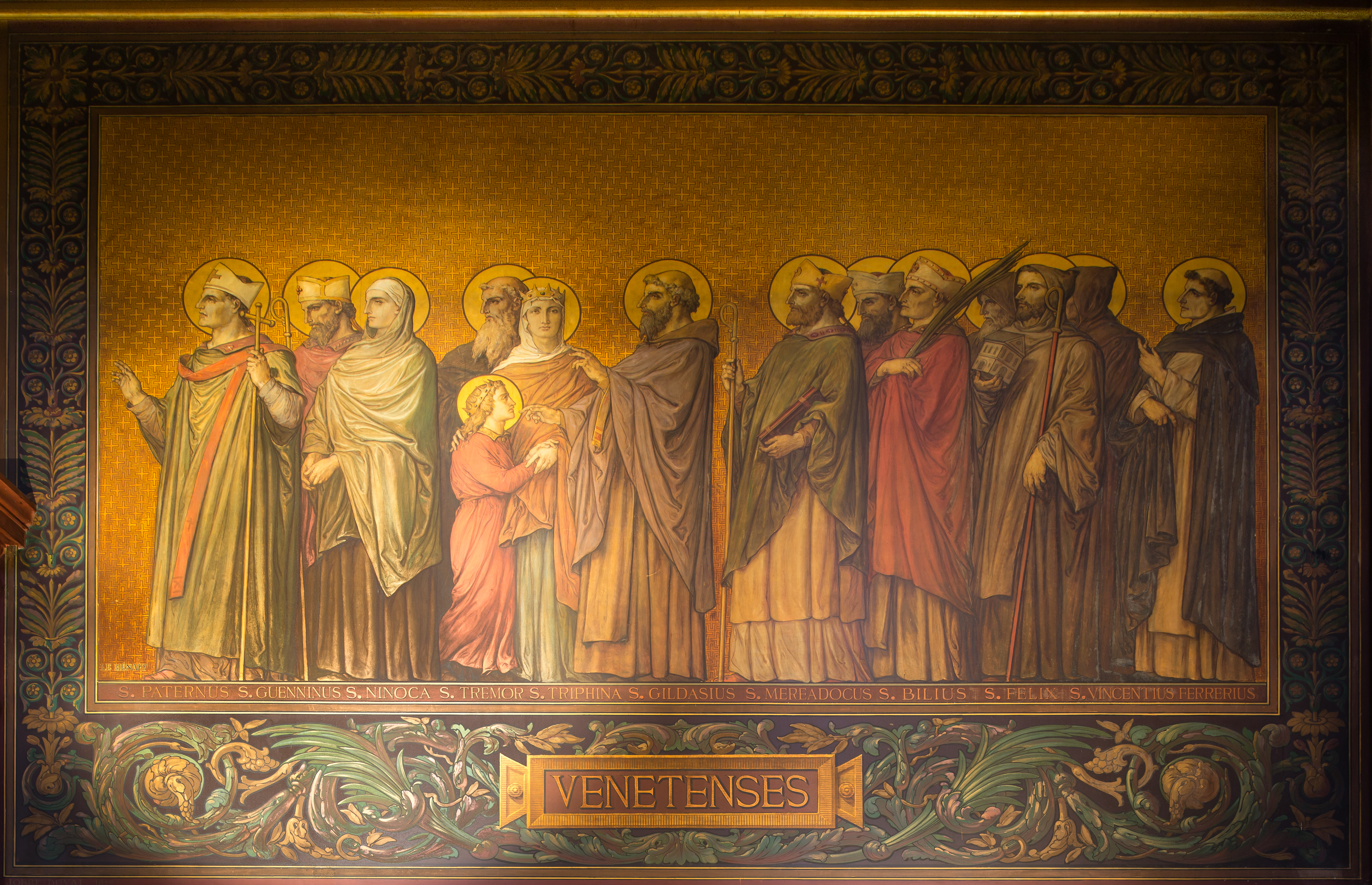
Alphonse Le Hénaff, Les Saints du diocèse de Vannes (vers 1875-1876), déambulatoire nord.

### Transept
Les deux croisillons du transept possèdent chacun une somptueuse chapelle ornée de fresques remarquables. Celles de la chapelle méridionale sont consacrées à sainte Anne, patronne de la Bretagne. On y trouve aussi le tableau de la délivrance de saint Pierre du peintre Henri-Joseph de Forestier donné par Charles X. L’œuvre date de 1827 et représente saint Pierre délivré de sa prison par un ange.
La chapelle septentrionale abrite une série de fresques consacrées à Marie. Elles participent ainsi au culte marial très répandu en Bretagne.

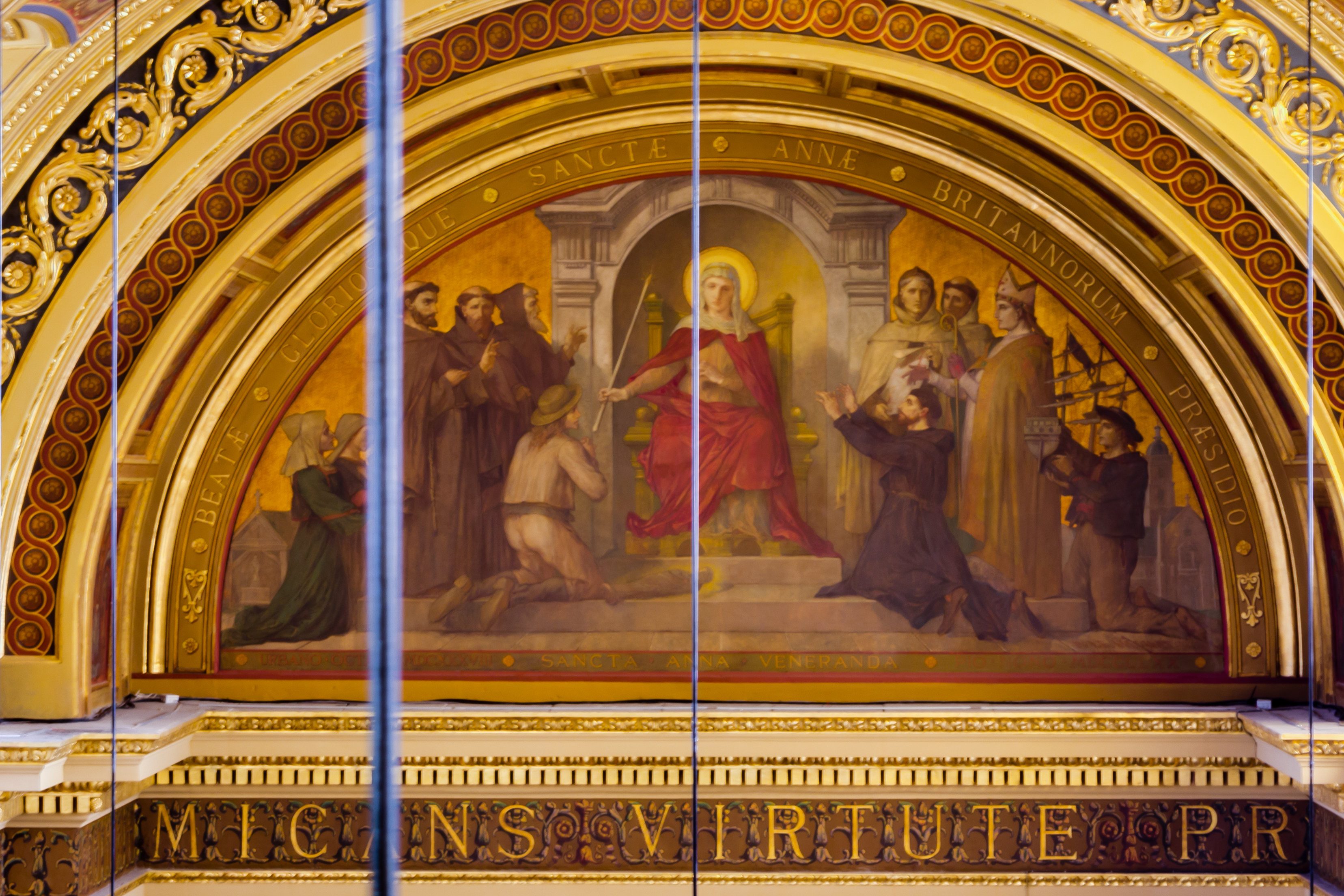
Le culte de sainte Anne en Bretagne.
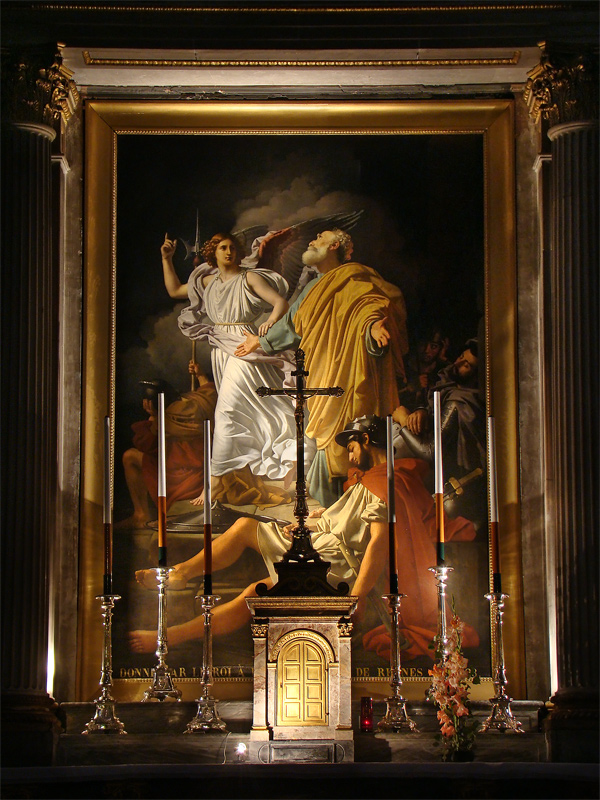
La délivrance de saint Pierre.
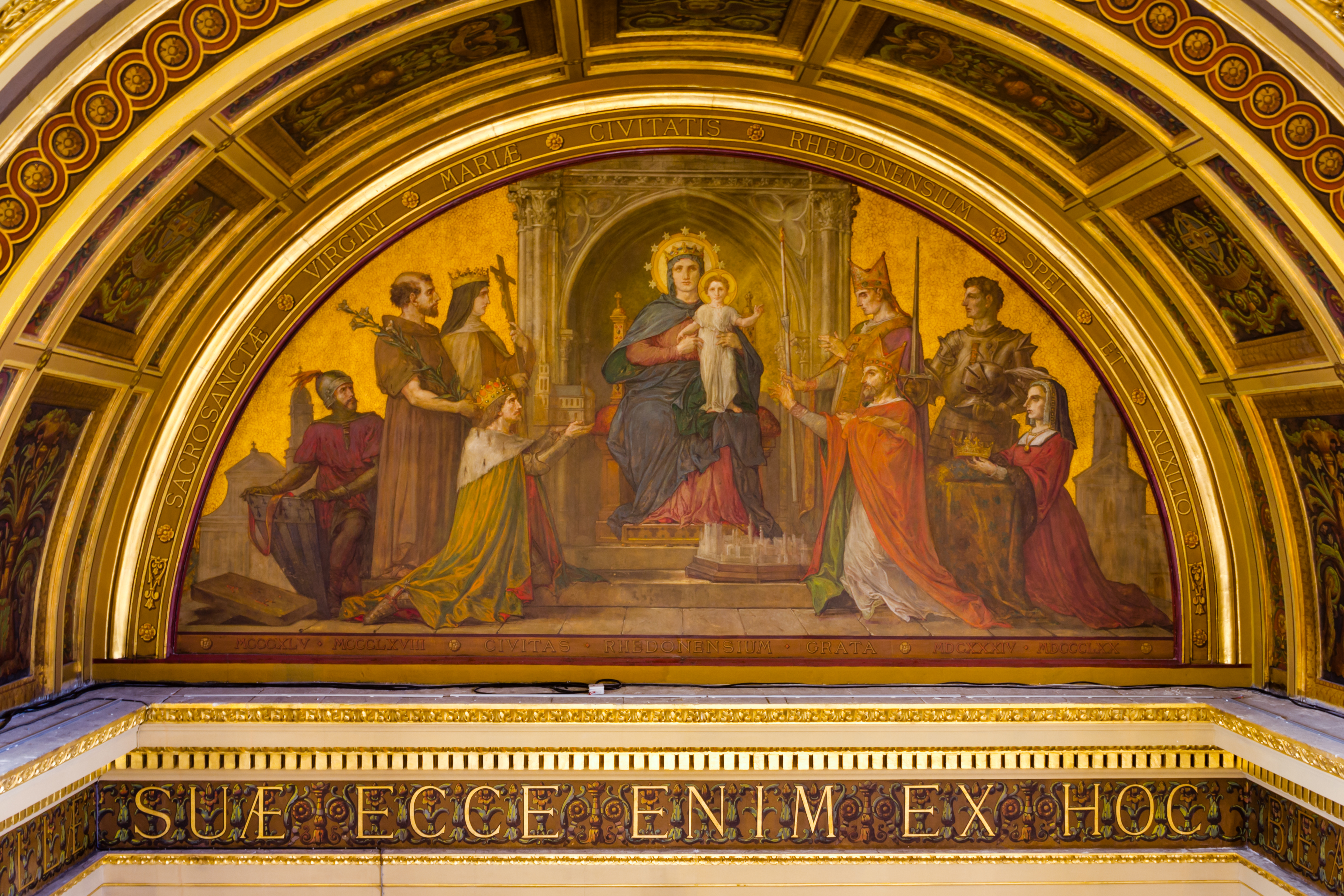
Alphonse Le Hénaff, Reconnaissance de la ville de Rennes envers la Vierge.

### Coupole
Au dessus de la croisée du transept, un projet artistique d'aménagement des quatre pendentifs a été retenu par le Diocèse de Rennes et la Direction régionale des Affaires culturelles de Bretagne.
Ce projet du sculpteur Laurent Esquerré consiste en l'installation de quatre statues de trois mètres de hauteur chacune, dans les quatre pendentifs sous la coupole. Selon le Père Heudré, curé de la cathédrale, « il s'agit d'un ensemble de statues en terre cuite, qui représenteront les tétramorphes symboliques des quatre évangélistes, associés à des scènes tirées des Évangiles : L'homme pour saint Matthieu, le lion pour saint Marc, le taureau pour saint Luc, et l'aigle pour saint Jean ». Les quatre statues d'argile ont été réalisées à Vietri sul Mare, près de Naples, (Italie), à partir de février 2018.
La nouvelle salle du Trésor, ainsi que les quatre nouvelles statues ont été inaugurées dans la cathédrale le 12 juin 2019.

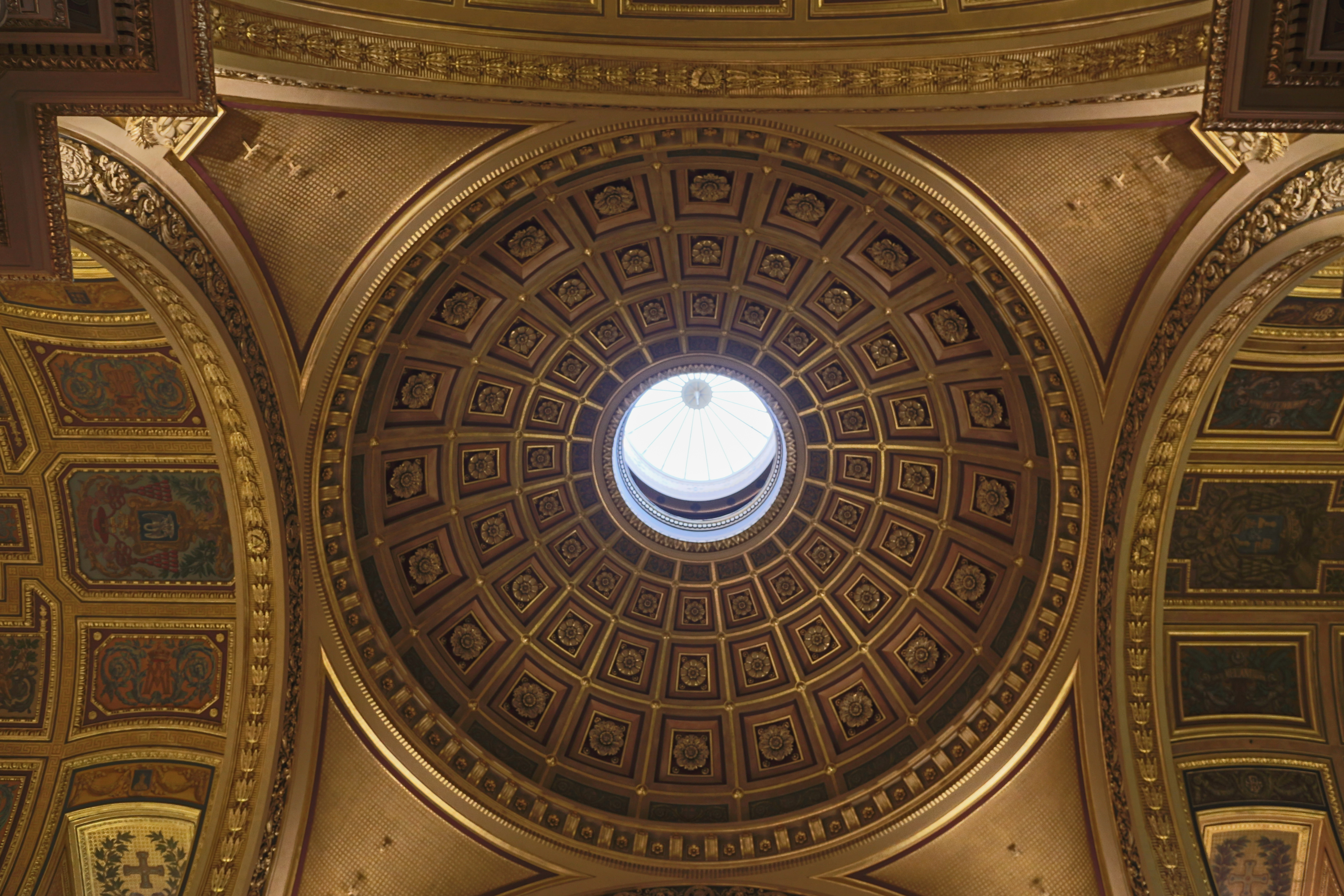
Les quatre pendentifs, avant aménagement.
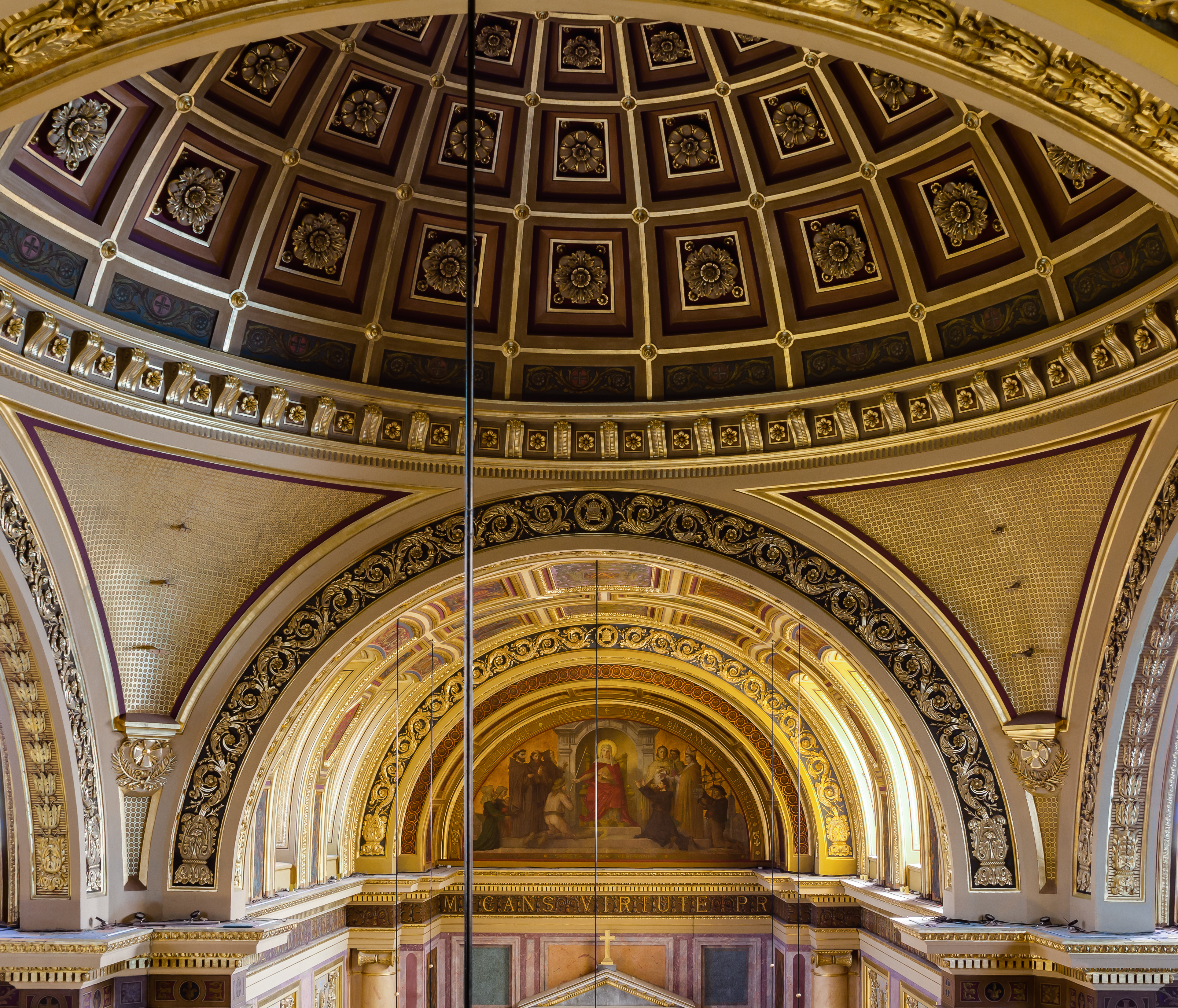
Deux des quatre pendentifs, avant aménagement.

### Crypte
L'entrée se trouve sous la lourde dalle gravée des noms des évêques inhumés, au milieu de l'allée centrale de la cathédrale. Cette crypte est seulement ouverte à l'occasion de sépultures. On y descend lors de l'inhumation d'un évêque ou d'un archevêque, y sont enterrés, entre autres :
- le cardinal Alexis-Armand Charost en 1930 ;
- l'archevêque René-Pierre Mignen en 1939 ;
- le cardinal Clément Roques en 1964 ;
- l'archevêque François Saint-Macary en 2007 ;
- l'archevêque Jacques Jullien en 2012.

## Mobilier

### Retable

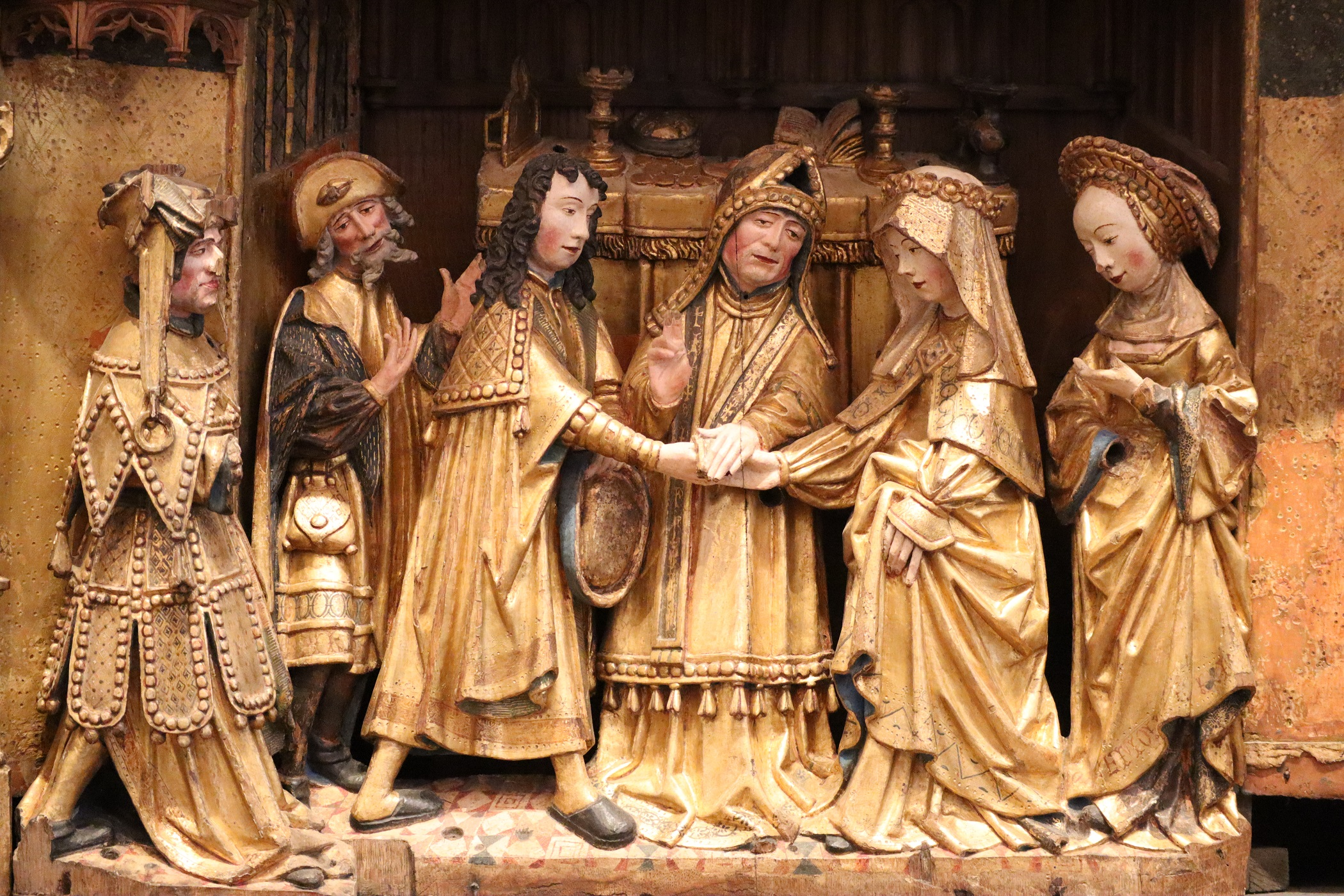
Scène du mariage d'Anne et Joachim ornant la prédelle du retable.

La cathédrale héberge un grand chef-d'œuvre : un retable flamand anversois du XVIe siècle, orné de 80 personnages, qui fut restauré en 1984. Le retable est classé au titre objet des monuments historiques depuis 1901.
En juin 2007, des voleurs se sont introduits dans la cathédrale en se laissant enfermer dans l'édifice. Ceci leur laissa toute la nuit pour démonter et voler les trois éléments de la prédelle du retable datant du XVIe siècle, dans la dernière chapelle avant l'entrée du transept droit. Sept mois plus tard, seule la scène du mariage d'Anne et Joachim fut retrouvée en Belgique et solennellement restituée à Mgr d'Ornellas, archevêque de la province ecclésiastique de Rennes pour regagner sa place d'origine. Une statuette représentant une bergère de l’adoration des bergers avait précédemment été volée le 13 janvier 1975.

### Tableaux
Dans la chapelle dédiée à saint Malo se trouve le tableau de sainte Marguerite, œuvre de Pierre Mignard datant du XVIIe siècle. Ce tableau est une copie de celui de Raphaël conservé à Paris au département des peintures du musée du Louvre. Le tableau est classé monument historique depuis 1908.
La chapelle Saint-Michel abrite une statue de sainte Anne, copie d'une œuvre du XVe siècle.

### Orgues

#### Les grandes-orgues
Les grandes-orgues de la cathédrale datent de 1874. L'instrument, construit dans une esthétique romantique par le facteur Aristide Cavaillé-Coll, est logé dans un buffet, œuvre de l'architecte Alphonse Simil. Après quelques modifications opérées par Victor Gonzalez en 1939-1940, l'instrument est totalement reconstruit par la manufacture Haerpfer-Erman en 1970 dans un esprit néo-classique. Un positif dorsal est alors ajouté, les tuyaux trouvant place dans un buffet conçu par l'architecte en chef des monuments historiques Raymond Cornon. Aujourd'hui, les grandes-orgues de la cathédrale de Rennes constituent l'instrument le plus important du département d'Ille-et-Vilaine.
L'orgue comporte :
- une console en fenêtre dotée de 4 claviers manuels de 56 notes et d'un pédalier à l'allemande de 30 notes ;
- 67 jeux réels ;
- une traction électrique pour le tirage des jeux ;
- une transmission mécanique pour les notes.

La composition est la suivante :
| I. Positif C–g5 56 notes | II. Grand-Orgue C–g5 56 notes | III. Récit C–g5 56 notes | IV. Écho C–g5 56 notes | Pédale C-f3 30 notes |
| --- | --- | --- | --- | --- |
| Montre 8 Bourdon 8 Montre 4 Flûte 4 Nazard 2 2/3 Doublette 2 Quarte 2 Tierce 1 3/5 Larigot 1 1/3 Fourniture 4 rgs Cymbale 4 rgs Cromorne 8 Trompette 8 Clairon 4 | Montre 16 Bourdon 16 Montre 8 Bourdon 8 Prestant 4 Flûte 4 Doublette 2 Grosse Tierce 3 1/5 Dessus de Cornet 5 rgs (C3-g5) Grosse Fourniture 2 rgs Petite Fourniture 4 rgs Cymbale 4 rgs Bombarde 16 Trompette 8 Trompette en chamade 8 Clairon 4 | Diapason 8 Flûte ouverte 8 Quintaton 8 Voix céleste 8 Principal italien 4 Doublette 2 Fourniture 5 rgs Cymbale 3 rgs Cornet 5 rgs (G2-g5) Bombarde 16 Trompette 8 Clairon 4 Hautbois 8 | Bourdon 8 Principal 4 Flûte conique 4 Doublette 2 Piccolo 1 Larigot 1 1/3 Cymbale 4 rgs Dulciane 16 Voix humaine 8 Chalumeau 4 | Soubasse 32 Principal 16 Soubasse 16 Bourdon 8 Octave 8 Octave 4 Flûte 4 Doublette 2 Flûte 2 Fourniture 4 rgs Bombarde 16 Bombarde douce 16 Trompette 8 Clairon 4 |

Accessoires :
- Accouplements I/II, III/II ;
- Tirasses I, II, III, IV ;
- Appels Anches Pédale, Anches I, Anches II, Anches III, Anches Général ;
- Appel Grand Plein-Jeu, Tutti, Annulation ;
- Expression par bascule ;
- Combinateur.

#### L'orgue de chœur
Il est logé dans un buffet néo-classique en chêne et occupe la section centrale du déambulatoire ceinturant le chœur, au fond de l'abside de la cathédrale. Portée par un haut soubassement, partiellement en encorbellement, sa tuyauterie est masquée par de faux tuyaux en bois peints et dorés. Groupés par sept, en deux plates-faces encadrées par des pilastres sommés de chapiteaux corinthiens pour les façades latérales, ces chanoines sont au nombre de vingt-neuf pour la façade principale, deux plates-faces de sept faux tuyaux encadrant une section centrale de quinze.
Datant de 1867, cette œuvre de la maison Merklin-Schütze, a été présentée à Paris lors de l'Exposition universelle de 1867. L'instrument a été par la suite expertisé en atelier le 9 février 1869 par Eugène Henry, alors organiste titulaire de la cathédrale, César Franck, Louis Lebel, Édouard Batiste, organistes à Paris de Sainte-Clotide, Saint-Étienne-du-Mont et Saint-Eustache. Commandé dès 1867 par le chapitre métropolitain, l'instrument ne sera installé que courant 1869 pour être reçu en la cathédrale seulement le 9 décembre.
Cet orgue remplace un instrument de la manufacture Daublaine-Callinet datant de 1843, augmenté par le même facteur en 1859 et vendu à la fabrique de Notre-Dame de Pontorson. Relevé en 1881 par Jean-Baptiste Claus, ancien contremaître de Cavaillé-Coll, il a été légèrement modifié en 1936-1937 par Victor Gonzalez.
L'orgue comporte :
- une console retournée, au centre l'abside, dotée de 2 claviers manuels de 56 notes et d'un pédalier à l'allemande de 30 notes ;
- 20 jeux réels ;
- une traction mécanique pour le tirage des jeux ;
- une machine pneumatique pour chacun des claviers.

La composition en est la suivante :
| I. Grand-Orgue C–g5 56 notes | II. Positif C–g5 56 notes | Pédale C–f3 30 notes                     |
| --- | --- | ---------------------------------------- |
| Bourdon 16 Montre 8 Bourdon 8 Salicional 8 Flûte harmonique 8 Prestant 4 Flûte harmonique 4 Fourniture 4 rgs (Gonzalez) Trompette 8 Clairon 4 Clarinette à anche libre 8 | Principal 8 Bourdon 8 Viole de Gambe 8 Flûte octaviante 4 Octavin 2 Sequialtera 2 rgs (Gonzalez) Trompette harmonique 8 Basson-Hautbois 8 | Soubasse 16 (C–d3) Octave-basse 8 (C–d3) |

Accessoires :
- Accouplements I/I, II/I, II/I en 16 ;
- Tirasses I, II ;
- Appels Anches I, Anches II ;
- Trémolo ;
- Expression par bascule.

### Les cloches
Les tours de l'église métropolitaine de Rennes abritent une sonnerie de cinq cloches. Le bourdon, nommé Godefroy, se trouve logé dans la tour nord. Fondue par l'entreprise Bollée du Mans, cette cloche, donnant Fa#2, a été bénie le 13 octobre 1867. Elle pèse environ 7 900 kg. Son battant de 240 kg a été changé le 12 décembre 2011.
Les quatre autres cloches, situées dans la tour sud, portent les noms de Marie, Pierre, Amand et Melaine. Elles donnent La2, Do#3, Mi3 et La3. Elles pèsent 3 950 kg, 1 467 kg, 1 155 kg et 475 kg. Pierre est l'unique cloche conservée de la fonte Bollée de 1843 qui comptait trois vases sonores, Marie (3 052 kg), Pierre (1 467 kg) et Amand (820 kg), bénies le 6 novembre 1843. Les trois autres cloches ont été fondues le 15 février 1934 par l'entreprise Paccard d'Annecy et baptisées le 15 avril suivant.
Le bourdon, portant le prénom du premier cardinal-archevêque de Rennes, Mgr Brossay-Saint-Marc, constitue la plus grosse cloche de volée en Bretagne . Les noms de ses consœurs évoquent le saint-patron de la cathédrale, Pierre, celui de l'archidiocèse de Rennes, Dol et Saint-Malo, Melaine, et son prédécesseur sur le trône épiscopal, Amand.